# Фёдоров, Евгений Петрович
Евге́ний Петро́вич Фёдоров (15 [28] декабря 1911, Стрельна — 15 июля 1993, Санкт-Петербург) — советский военачальник, лётчик, генерал-майор авиации (1957), дважды Герой Советского Союза (1940, 1945).

## Биография
Родился 28 декабря 1911 года в посёлке Стрельна (ныне в составе Петродворцового района Санкт-Петербурга) в семье рабочего. Русский. В 1926 году окончил неполную среднюю школу, в 1929 году — школу ФЗУ, работал слесарем железнодорожного депо в Ленинграде.
В РККА с 1930 года. В 1932 году окончил Ленинградскую военно-теоретическую школу лётчиков, в 1933 году — Оренбургскую военную школу летчиков. Член ВКП(б)/КПСС с 1932 года. В 1933—1937 годах — лётчик, с 1938 года — командир отряда, с 1939 года — командир эскадрильи дальнебомбардировочного полка.
Участник советско-финской войны 1939—1940 годов. Командир эскадрильи 6-го дальнебомбардировочного авиаполка (27-я дальнебомбардировочная бригада ВВС Северо-Западного фронта) капитан Е. П. Фёдоров совершил 24 боевых вылета на бомбардировку скоплений живой силы и техники врага.
Указом Президиума Верховного Совета СССР от 7 апреля 1940 года за мужество и отвагу, проявленные в боях с белофиннами, Фёдорову Евгению Петровичу присвоено звание Героя Советского Союза с вручением ордена Ленина и медали «Золотая Звезда» (№ 331).
В декабре 1940 — июле 1941 года обучался в Военно-воздушной академии (Монино).
Участник Великой Отечественной войны с июня 1941 года в составе авиации дальнего действия. Экипаж командира эскадрильи Е. П. Фёдорова часто совершал полеты на ночную «охоту», бомбил крупные железнодорожные станции, эшелоны с техникой и живой силой врага, блокировал аэродромы ночной авиации противника.
9 сентября 1941 года в составе нескольких экипажей дальних бомбардировщиков совершил налет на Берлин. Успешно наносил бомбовые удары по скоплениям вражеских войск в районе Орла и Белоруссии, в Крыму.
Участвовал в разгроме гитлеровцев под Москвой, Сталинградом, Ленинградом, в освобождении Польши, Венгрии и в Берлинской операции.
Являясь с 1943 года заместителем командира 2-й гвардейской авиадивизии (2-й гвардейский авиакорпус АДД), гвардии подполковник Е. П. Фёдоров характеризовался как отличный летчик, волевой и культурный командир, в совершенстве владеющий ночными полётами и техникой пилотирования в сложных условиях; выполняющий с большим желанием боевую лётную работу, своим личным примером воодушевляя лётный состав частей дивизии на боевые подвиги; проявляя в боевой обстановке исключительную инициативу, отвагу, мужество и настойчивость. К концу ноября 1944 года им совершено 178 боевых вылетов, в результате которых противнику был нанесён большой урон.
Указом Президиума Верховного Совета СССР от 29 июня 1945 года за умелое руководство авиационными частями, мужество и героизм, проявленные в боях с немецко-фашистскими захватчиками, Фёдоров Евгений Петрович награждён второй медалью «Золотая Звезда».
После войны полковник Фёдоров Е. П. продолжал службу в армии, был на командных должностях в высших военно-учебных заведениях и в войсках. В 1948 окончил Военно-воздушную инженерную академию им. Жуковского. С 1955 года — первый командир 79-й тяжёлой бомбардировочной авиационной дивизии (50-я воздушная армия Дальней авиации), которая базировалась на аэродроме Шайковка в Калужской области.
С 1958 года — в запасе, а затем — в отставке. Жил в Ленинграде, работал в аэропорту.

Умер 15 июля 1993 года на 82-м году жизни. Похоронен на Северном кладбище.

## Награды
- дважды Герой Советского Союза (07.04.1940, 29.06.1945);
- три ордена Ленина (07.04.1940, 29.03.1942, 30.12.1956[4]);
- два ордена Красного Знамени (15.01.1940, 17.05.1951[4]);
- орден Александра Невского (13.06.1943);
- орден Отечественной войны 1-й степени (06.04.1985)[5];
- два ордена Красной Звезды (05.11.1946[4], 29.04.1954[6]).

медали в том числе:
- «За боевые заслуги» (03.11.1944)[4]
- «За оборону Ленинграда» (07.06.1943)
- «За оборону Москвы» (1944)
- «За оборону Сталинграда» (24.07.1943)
- «За победу над Германией» (18.08.1945)
- «За взятие Будапешта» (1945)
- «За взятие Кёнигсберга» (1945)
- «За взятие Берлина» (1945)
- «Ветеран труда»
- «Ветеран Вооружённых Сил СССР» (1976)

знак «50 лет пребывания в КПСС» (1982)

## Память
Бронзовый бюст Евгения Петровича Фёдорова (как дважды Герою Советского Союза) установлен в 1950 году в Ленинграде (современное название города — Санкт-Петербург) на Аллее Героев Московского парка Победы.